# 蒂斯河
蒂斯河（英語：River Tees）起源於英格蘭奔寧山脈克羅斯山東坡，向東流動132公里，注入北海（出海口是雷德夫-克利夫蘭），流域達1834平方公里，沒顯著支流。
蒂斯河是約克郡（已撤消）和達勒姆郡的天然分界線。